# Jurinia fuliginipennis
Jurinia fuliginipennis là một loài ruồi trong họ Tachinidae.